# Wadi Ghalilah
El Wadi Ghalilah (en árabe: وادي غليلة‎, romanizado: Wādī Ghalīlah) es un valle o río seco, con caudal efímero o intermitente, que fluye casi exclusivamente durante la temporada de lluvias, situado al noreste de los Emiratos Árabes Unidos, en el Emirato de Ras al Jaima.
Se forma a partir de la confluencia de sus dos principales afluentes: el Wadi Litibah y el Wadi Barut. En el punto de confluencia se construyó en 2001 una presa de 420 metros de ancho y 6 metros de alto, denominada Wadi Ghalilah Dam, destinada principalmente a alimentar los recursos hídricos subterráneos y a reducir los daños por eventuales inundaciones.

## Recorrido
En su recorrido a partir de la presa, el Wadi Ghalilah sigue un trazado de este a oeste, con pendientes suaves y casi planas, con una distancia de 10 km., en los que se reparten los 140 m de desnivel existente hasta su desembocadura en el Golfo Pérsico.
A lo largo del ancho valle que forma, hay granjas, pequeñas aldeas, casas diseminadas, y en los últimos años han surgido varias urbanizaciones con chalets y lujosas residencias. Según los datos recogidos en el proyecto de construcción del Wadi Ghalilah Dam, en el área de este wadi hay actualmente 1.100 viviendas y 188 fincas.  
El tramo final del wadi atraviesa la polémica zona industrial de Khor Khwair, que alberga varias de las canteras más grandes de los UAE, cuatro fábricas de cemento, planta de procesamiento de gas, instalaciones de fabricación de mármol y hormigón, y otras industrias similares, de gran impacto medioambiental.

## Toponimia
Nombres alternativos: Wadi Ghalila, Wadi Ghalilah, Wādī Ghalīlah.
Los nombres de este wadi y sus afluentes quedaron registrados en la documentación y mapas elaborados entre 1950 y 1960 por el arabista, cartógrafo, militar y diplomático británico Julian F. Walker, durante los trabajos efectuados para el establecimiento de fronteras entre los entonces denominados Estados de la Tregua, completados posteriormente por el Ministerio de Defensa del Reino Unido, en mapas a escala 1:100.000 publicados en 1971.
Con anterioridad, figuran múltiples referencias a Ghalilah en la enciclopédica obra publicada por el diplomático e historiador John Gordon Lorimer (1870-1914), en los capítulos que dedica al detalle y descripción de las diferentes tribus que poblaban la costa y el interior del territorio de la Península de Musandam.
También consta, con la grafía Wādī Ghalīlah, en The national atlas of the United Arab Emirates.
Dado que la extensa cuenca hidrográfica (76,32 km²), que incluye no sólo el propio Wadi Ghalilah, sino también a todos sus afluentes, tiene la misma denominación que el wadi, y que esta misma denominación se utiliza también a efectos postales y administrativos, está muy extendido entre sus habitantes el error de considerar que este es el único topónimo que corresponde a los diferentes wadis y núcleos de población de la región, ignorando frecuentemente el nombre real de cada uno de estos lugares.

## Población
El conjunto de la cuenca hidrográfica del Wadi Ghalilah estuvo poblada históricamente por la tribu seminómada Shihuh, sección de Bani Shatair (en árabe: بني شطير‎), repartida en las zonas tribales de Maḩābīb, Raḩabah, Banī Sā‘ad y Hammad; y también por la sección de Bani Hadiyah (en árabe: بني هدية‎), que ocupaba, entre otros territorios, la zona tribal de Ahl Sayḩ.